# Bisdom Dourados
Het bisdom Dourados (Latijn: Dioecesis Auratopolitana) is een rooms-katholiek bisdom met als zetel Dourados, in Brazilië. Het bisdom is suffragaan aan het aartsbisdom Campo Grande.

## Geschiedenis
Het bisdom werd opgericht op 15 juni 1957, uit delen van het bisdom Corumbá, en was suffragaan aan het aartsbisdom Cuiabá. Op 27 november 1978 veranderde het van kerkprovincie en werd suffragaan aan het nieuw verheven aartsbisdom Campo Grande.

## Parochies
Het bisdom had in 2021 een oppervlakte van 38.127 km2 en telde 625.330 inwoners waarvan 63,7% rooms-katholiek was.

## Bisschoppen
- José de Aquino Pereira (23 Jan 1958 Appointed - 26 Mar 1960 Appointed, Bishop of Presidente Prudente, Sao Paulo)
- Carlos Stanislaus Schmitt (29 augustus 1960 - 14 februari 1970)
- Teodardo Leitz (27 november 1970 - 12 mei 1990)
- Alberto Johannes Först (12 mei 1990 - 5 december 2001; coadjutor sinds 6 juli 1988)
- Redovino Rizzardo (5 december 2001 - 21 oktober 2015; coadjutor sinds 3 januari 2001)
- Henrique Aparecido de Lima (21 oktober 2015 - heden)

Campo Grande (aartsbisdom) · Corumbá · Coxim · Dourados · Jardim · Naviraí · Três Lagoas